# اسبقران
اسبقران یکی از روستاهای استان آذربایجان شرقی است که در دهستان رازلیق بخش مرکزی شهرستان سرآب واقع شده‌است.
این روستا از جنوب به روستاهای آبرس و شیرجین و از شمال به روستاهای میرکوه حاجی و سلطان مطوف است این روستا در بین روستاهای سرآب به سرسبزی معروف بوده و باغ‌های گردوی این روستا در شهرستان سرآب از شهرت خوبی برخوردار است.